# Eulepidotis perducens
Eulepidotis perducens är en fjärilsart som beskrevs av Druce. Eulepidotis perducens ingår i släktet Eulepidotis och familjen nattflyn. Inga underarter finns listade i Catalogue of Life.